# Atherandra acutifolia
Atherandra acutifolia là một loài thực vật có hoa trong họ La bố ma. Loài này được Joseph Decaisne mô tả khoa học đầu tiên năm 1844.

## Phân bố
Loài này phân bố trong khu vực từ Đông Dương tới Tây Malesia; bao gồm Indonesia (Java, Sumatra), Malaysia bán đảo, Myanmar, Thái Lan, Việt Nam.